# Knifley (Kentucky)
Knifley est une zone non incorporée (Unincorporated community) du comté d'Adair dans le Kentucky.